# 25 Monocerotis
25 Monocerotis är en pulserande variabel stjärna som misstänks vara av Delta Scuti-typ (DSCT:), i Enhörningens stjärnbild.
Stjärnan har visuell magnitud +5,13 och varierar med en amplitud av 0,01 magnituder utan någon fastställd periodicitet. 25 Monocerotis befinner sig på ett avstånd av ungefär 220 ljusår.